# كي. دي. ميلر
كي. دي. ميلر (بالإنجليزية: K. D. Miller)‏ (1951)؛ روائية كندية.